# Гайнроде (Тюрингія)
Гайнроде (нім. Hainrode) — громада в Німеччині, розташована в землі Тюрингія. Входить до складу району Нордгаузен. Складова частина об'єднання громад Гайнляйте.
Площа — 8,76 км2. Населення становить Невірний параметр metadata 16 062 014 ос. (станом на 31 грудня 2021).

## Галерея

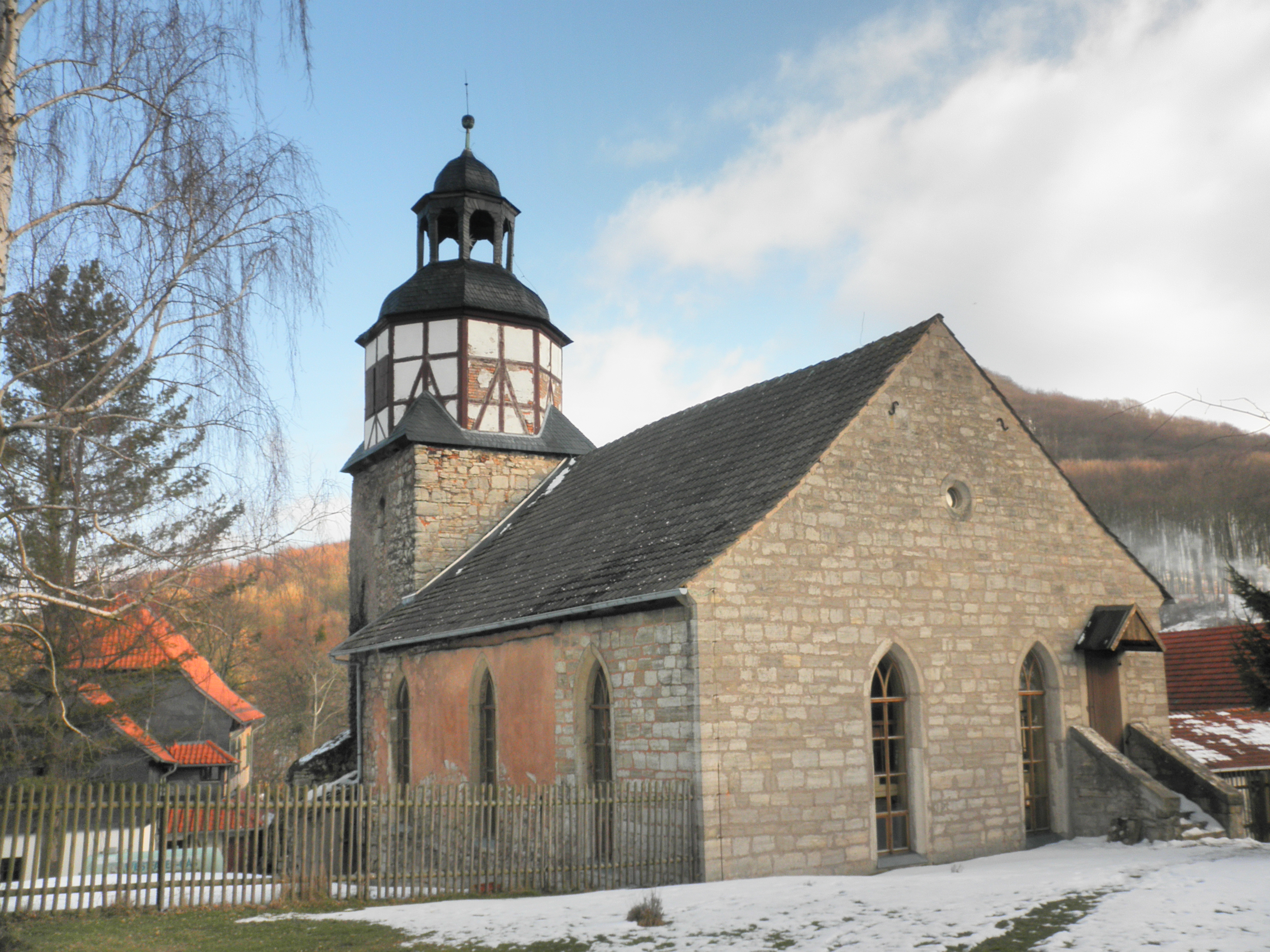